# کبالت، میسوری
کبالت (به انگلیسی: Cobalt) یک روستا (ایالات متحده آمریکا) در ایالات متحده آمریکا است که در شهرستان مدیسون، میزوری واقع شده‌است.
 کبالت ۰٫۳۹ کیلومتر مربع مساحت و ۲۲۶ نفر جمعیت دارد و ۲۳۵ متر بالاتر از سطح دریا واقع شده‌است.